# 独裁者
独裁者（どくさいしゃ、英: dictator）とは、ある団体の中における権力を独占し、恣意的に物事を進める者のことである。政治学においては、国家を支配して独裁的な統治を行う者を指す。

## 概説
現代の意味で「独裁」を初めて使用したのはフランソワ・ノエル・バブーフである。「独裁」は抑圧的で残虐な支配や、権利の濫用などに対する批判的な用語として、圧倒的に使用されるようになった。
なお類義語に「専制 autocracy」があり、「絶対権力を持ったひとりの者によって統治される国や社会」である。
独裁は、しばしば法の支配による手順を無視した形での、国家の非常事態宣言、市民の選挙や自由権の停止、法令による規制、政治的抑圧などが実施される 。
独裁には個人独裁（個人崇拝）、少数者による独裁（寡頭制）、組織の独裁（一党独裁・軍事政権・革命政府など）という形があるが、一党独裁や寡頭制など当初は集団指導体制を採っていた場合も、特定の個人がさまざまな策を練り徐々に自分に権力を集中させ個人独裁に陥る事例もある。
合議制、寛容、多様性あるいは法の支配などを軽視または無視した強権的・独善的な政治を行う、そして人権や人命を軽視し自国の国民をまるで家畜や虫けらのように扱っている、と批判される場合が多い。また独裁者はしばしば不正蓄財を行い、国の財政のお金つまり本当は国民全体が税金などという形で捻出した公共のお金のかなりの部分を、自分の独りの懐（金庫）におさめている、と批判されている。つまりしばしば国家を「私物化」している、と批判されている。
右翼か左翼かは問わず、軍事政権、一党独裁制、文民政府などを独裁政治と呼ぶことがある。
具体的に誰を「独裁者」と呼ぶかは、場所により異なる。独裁者は、独裁政を行っている国の中だけでは「指導者」や「英雄」などと呼ばれている、あるいはそう呼ぶことを強制される。その国の外では通常「独裁者」と呼ばれている。ただし、国の外でも国民は支配されていて「指導者」や「英雄」と呼ぶことを強要される。
なお、もともと独裁政権や植民地支配に対抗した人物、国内で「指導者」「英雄」と呼ばれるようになった人物が、権力を得た後に、結局、独裁政治を行ってしまう場合もある。

### 独裁者が使う政治手法
独裁者が行う言論統制は、放送、新聞、雑誌など、ありとあらゆる媒体で行われる。現代ではインターネット上のサイトやSNSも遮断され、検閲される。文章が強制的に削除されたり、サイトが閉鎖されたり、投稿者が逮捕されたりする。中国では（独裁者、独裁している党によって）グレート・ファイアウォールがつくられてしまっており、欧米の世界や日本で自由に読むことができるウェブサイトが、ウィキペディアなども含めて、一切読めないようにされてしまっている。中国国内の国民は、世界のインターネットから遮断されてしまっているのである。独裁者がいると、ウィキペディアなども検閲され、（サイバー部隊などを動員して）改ざんされたり、閲覧不能になるように技術的に遮断されてしまったりする。2022年3月にはベラルーシでロシア語版ウィキペディアの投稿回数が多い投稿者が逮捕されてしまった。

## 歴史
最初に「独裁」という言い方が使われたのは、古代ローマで非常時に元老院より任命された官職の「独裁官」であるとされる。
共和政ローマにおける独裁官は、国家の非常事態に任命され、6ヶ月間に限り国政を一人で操ることができた。しかし紀元前44年、ガイウス・ユリウス・カエサルは自らを終身独裁官に任命したことにより実質上共和政は変質し、後に一人支配が常となる元首政（プリンキパトゥス、いわゆる帝政ローマ）が誕生する礎となった。ただしローマ皇帝は形式上は君主ではなく市民であり、共和国の守護者とされた。
近代以降では、フランス革命後のマクシミリアン・ロベスピエールらが恐怖政治を行った。その後、ナポレオン・ボナパルトが軍事政権を樹立し、国民投票によりフランス皇帝となった。ただし、これらも名目上はフランス革命の理念の防衛であり、フランス皇帝は従来の王とは異なり共和国を支配するものとされた。またフランソワ・ノエル・バブーフは完全平等主義のための「階級独裁」を提唱した。
1875年、カール・マルクスは著作『ゴータ綱領批判』で、ブルジョワ社会での議会制民主主義は少数であるブルジョワジー勢力にのみ政治参加が認められており、多数であるプロレタリアートに政治参加の道が開かれておらず、そのためプロレタリアートは疎外状態にあるとして、資本主義社会から共産主義社会へ移行する過渡期においてプロレタリア独裁が必要とした。その後、マルクス・レーニン主義を掲げる多くの社会主義国の憲法や、コミンテルン系の多くの共産党の綱領などには、党による「独裁」が明記され（党の指導性、一党独裁制）、特にヨシフ・スターリン時代のソ連や、彼の支援によって成立した社会主義国では、指導者による個人独裁も見られた（スターリニズム、個人崇拝）。

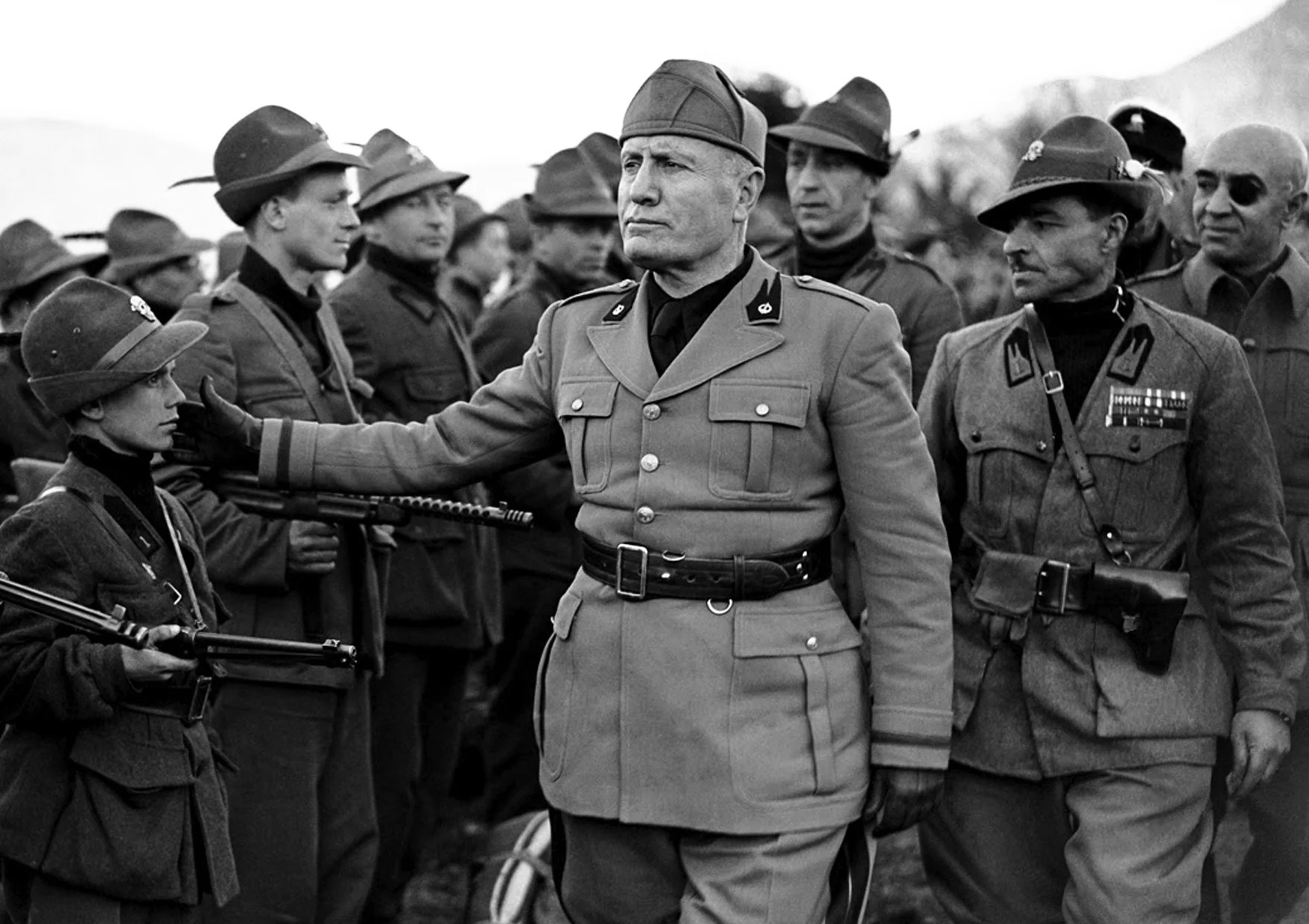
ベニート・ムッソリーニ（1945年。軍の視察。）

20世紀初頭、ファシズムを提唱したベニート・ムッソリーニは、ローマ進軍後にヴィットーリオ・エマヌエーレ3世からの勅令で組閣して連立政権の首相となり、選挙法改正（選挙で25%以上の得票率を得た第一党が議会の議席の3分の2を獲得する）と総選挙により独裁体制を確立し、更に労働組合の解散、言論出版取締令、首相に代わる新しい役職である頭領（ドゥーチェ）への就任、国家ファシスト党以外の政党の総選挙参加禁止などを実施した。ただし形式上は国王、憲法、議会、野党は存続しており、政体は立憲君主制のまま、国名はイタリア王国のままである。
国家社会主義（ナチズム）を提唱したアドルフ・ヒトラーは、著作『我が闘争』で民主主義は衆愚政治であり、ドイツ民族には強い指導者が必要と主張した。首相就任後、ドイツ国会議事堂放火事件を理由に共産党員らを予防拘禁し、全権委任法の可決により政府が立法権を握り、政党禁止法により国家社会主義ドイツ労働者党（ナチス）以外の政党を禁止し、独裁体制を確立した。その後、国民投票により大統領職を兼ねた新しい役職である総統に就任した。ただし形式的にはヴァイマル憲法は存続しており、政体は共和制、国名はドイツ国のままである。
第二次世界大戦終結後の国際連合による世界人権宣言は、全ての人の自由権、公正な裁判を受ける権利、表現の自由、平等な普通選挙による参政権などを明記した。ただし、国際人権規約の自由権規約では、同様の自由権と同時に、制限的な「非常事態における例外条項」も併記された。

## 議論
古代ギリシアの哲学者プラトンは、「民主政は衆愚政治に陥る可能性がある」と批判し、著書『国家』では「哲人王による独裁政治が理想」と主張したが、後年の『法律』では意見を修正して寡頭制的な要素による政治が理想とした。
フランスの哲学者ジャン＝ジャック・ルソー（1712 - 1778）は著作『社会契約論』で、「人民の一般意志には、統治者も人民も服従すべき」と記した。
イギリスの哲学者ジョン・スチュワート・ミル（1806 - 1873）は著作『自由論』で、「多数が一人を黙らせることは、一人が多数を黙らせることに等しい」と記し、個人主義的自由主義の立場から多数派による専制を批判した。
ドイツの政治学者カール・シュミットは、著作『政治的なものの概念』で、「議会制民主主義は利権集団」と批判し、「例外状態で決断を下すものが主権者」と記した。また独裁制と専制政治の違いは『具体的例外性』の有無とし、「独裁制は例外的事態だが、その具体的例外性を失えば専制政治に転化する」と記して、「具体的例外性が存在する限りは独裁は正当化されるが、具体的例外性の消失後は正当化されない」と主張した。

## 独裁者の風刺

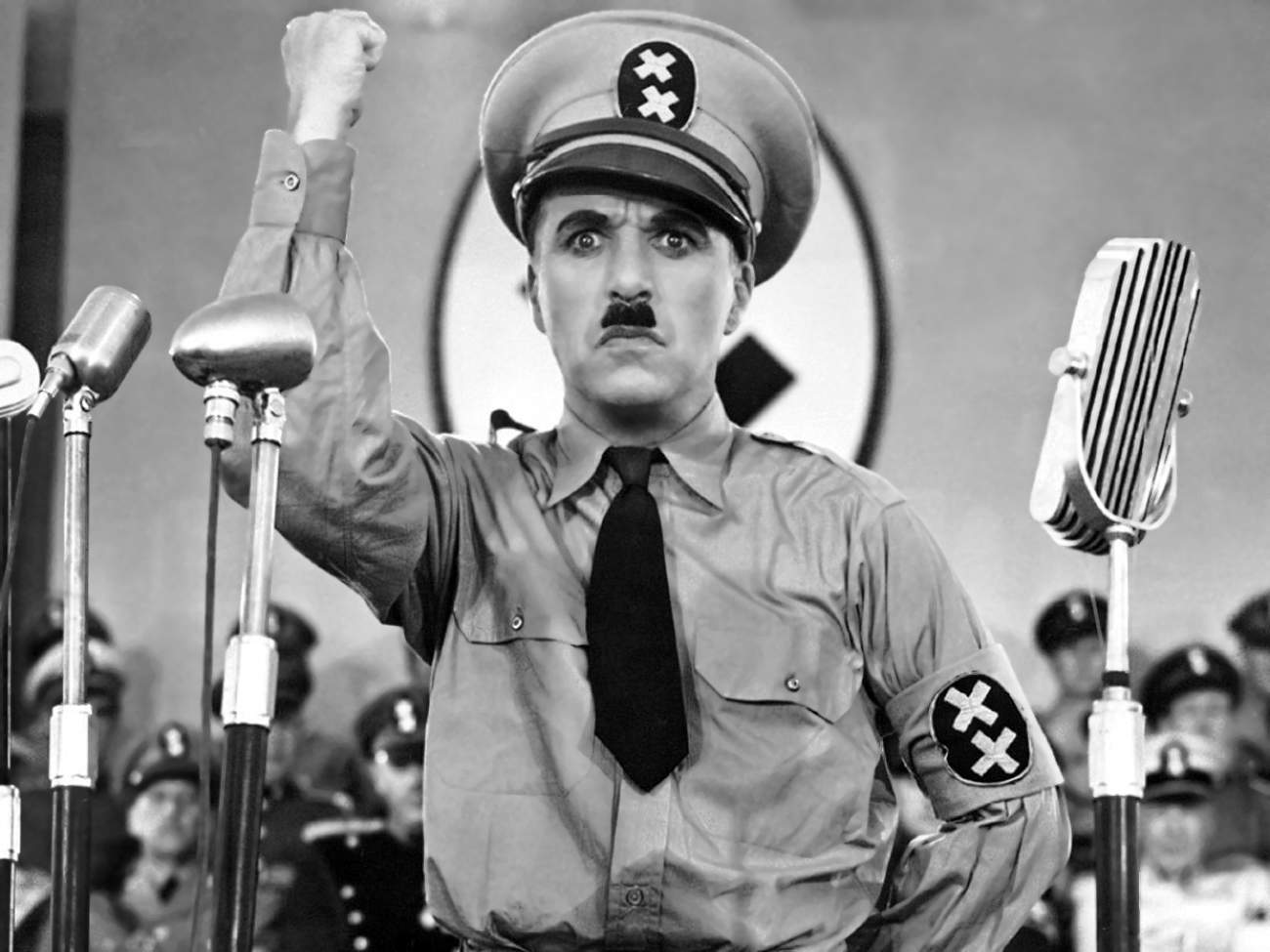
『独裁者』。独裁者を風刺する映画を制作し主演したチャールズ・チャップリン。
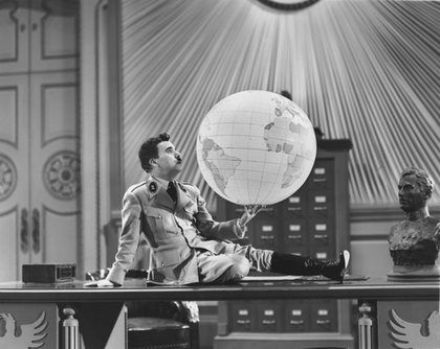
他国まで侵略し我がものにしようとする独裁者の風刺。